# Primera División 1935 (Paraguay)
In 1935 werd het 25ste seizoen gespeeld van de Primera División, de hoogste voetbalklasse van Paraguay. Het was het eerste profkampioenschap, hiervoor speelden enkel amateurclubs in de competitie. Cerro Porteño werd kampioen. Het voetbal had drie jaar stilgelegen in het Zuid-Amerikaanse land vanwege de Chaco-oorlog.

## Eindstand
| №  | Club             | WG | W | G | V | DV | DT | +/– | Punten |
| -- | ---------------- | -- | - | - | - | -- | -- | --- | ------ |
|    | Cerro Porteño    | 9  | 8 | 0 | 1 |    |    |     | 16     |
| 2  | Sol de América   | 9  |   |   |   |    |    |     | 12     |
| 3  | Libertad         | 9  |   |   |   |    |    |     | 11     |
| 4  | Olimpia          | 9  |   |   |   |    |    |     | 10     |
| 5  | Nacional         | 9  |   |   |   |    |    |     | 9      |
| 6  | C.A.L.T.         | 9  |   |   |   |    |    |     | 9      |
| 7  | Guaraní          | 9  |   |   |   |    |    |     | 7      |
| 8  | Atlántida        | 9  |   |   |   |    |    |     | 6      |
| 9  | Presidente Hayes | 9  |   |   |   |    |    |     | 5      |
| 10 | River Plate      | 9  |   |   |   |    |    |     | 5      |

1906 · 1907 · 1908  · 1909 · 1910 · 1911 · 1912 · 1913 · 1914 · 1915 · 1916 · 1917 · 1918 · 1919 · 1920 · 1921 · 1922  · 1923 · 1924 · 1925 · 1926 · 1927 · 1928 · 1929 · 1930 · 1931 · 1932 · 1933 · 1934  · 1935 · 1936 · 1937 · 1938 · 1939 · 1940 · 1941 · 1942 · 1943 · 1944 · 1945 · 1946 · 1947 · 1948 · 1949 · 1950 · 1951 · 1952 · 1953 · 1954 · 1955 · 1956 · 1957 · 1958 · 1959 · 1960 · 1961 · 1962 · 1963 · 1964 · 1965 · 1966 · 1967 · 1968 · 1969 · 1970 · 1971 · 1972 · 1973 · 1974 · 1975 · 1976 · 1977 · 1978 · 1979 · 1980 · 1981 · 1982 · 1983 · 1984 · 1985 · 1986 · 1987 · 1988 · 1989 · 1990 · 1991 · 1992 · 1993 · 1994 · 1995 · 1996 · 1997 · 1998 · 1999 · 2000 · 2001 · 2002 · 2003 · 2004 · 2005 · 2006 · 2007 · 2008 · 2009 · 2010 · 2011 · 2012 · 2013 · 2014 · 2015 · 2016 · 2017 · 2018 · 2019 · 2020 · 2021 · 2022 · 2023